# Willem Mengelberg (dirigent)
Joseph Wilhelm Mengelberg (Utrecht, 28 maart 1871 – Zuort (Zwitserland), 22 maart 1951) was een Nederlandse dirigent die van 1895 tot 1945 aan de leiding stond van het Concertgebouworkest in Amsterdam. Na de Tweede Wereldoorlog werd hem door zijn gedragingen tijdens de Duitse bezetting van Nederland de toegang tot het Nederlandse muziekleven ontzegd.

## Biografie

### Opleiding en muziekcarrière

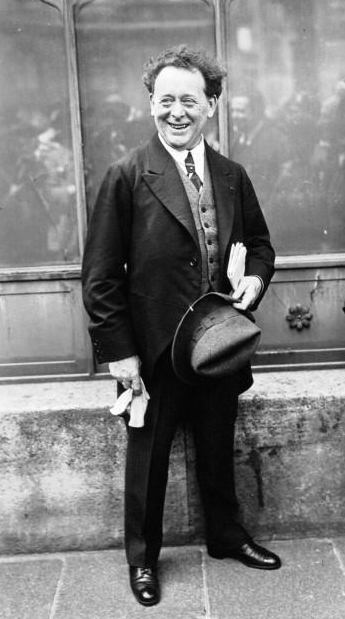
Mengelberg in 1924

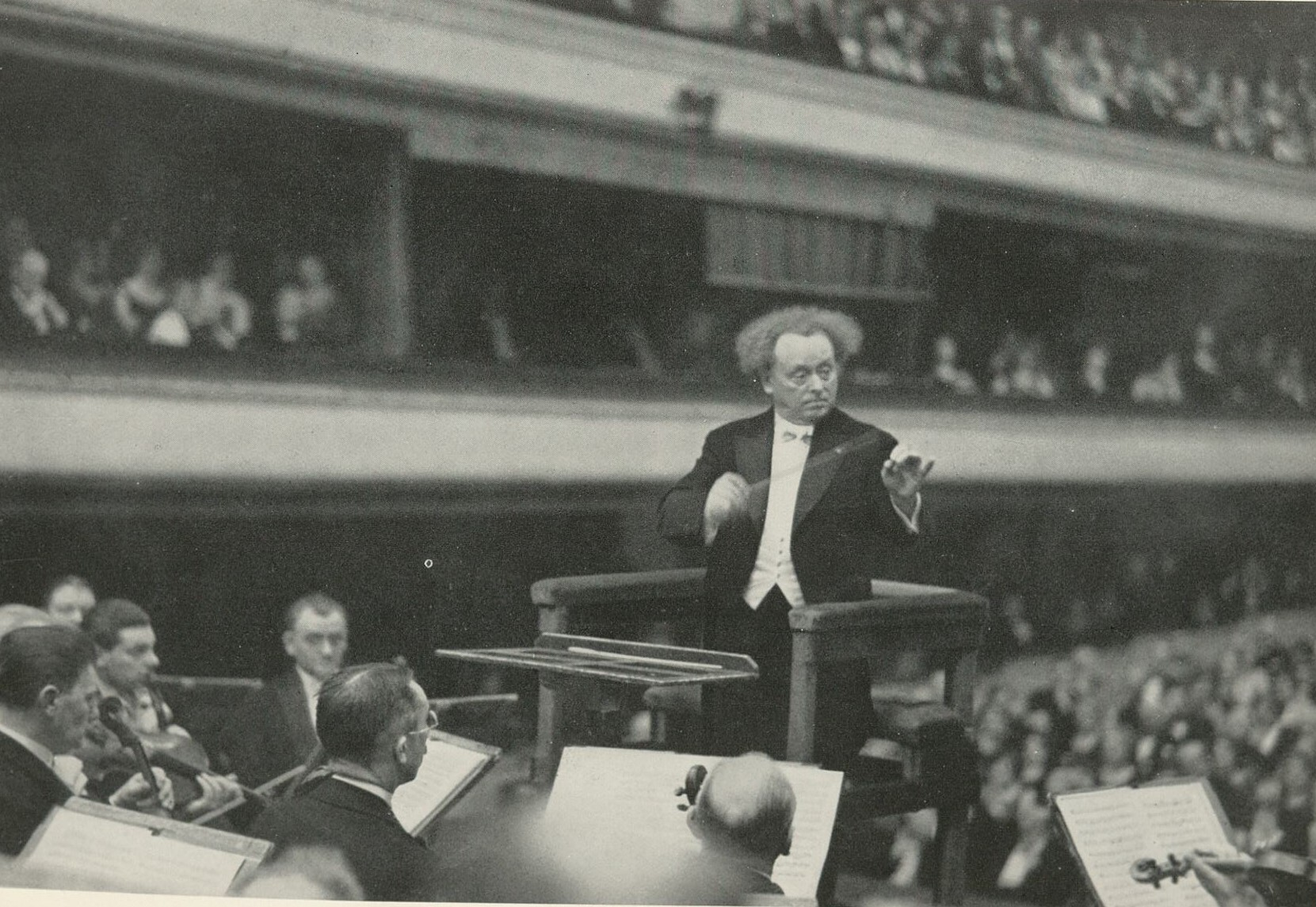
In het Gebouw voor Kunsten en Wetenschappen (Den Haag), 1931

Willem Mengelberg werd in Utrecht geboren als vierde kind in een rooms-katholiek kunstzinnig gezin met zestien kinderen, van wie er enkele vroeg overleden. Zijn vader was de beeldhouwer, kerkinterieurbouwer en architect Friedrich Wilhelm Mengelberg, moeder was Helene Schrattenholz. Beide ouders waren Duitsers van afkomst. Vader en zoon behoorden tot een tak van de familie Mengelberg die meerdere kunstenaars heeft voortgebracht.
Mengelberg kreeg pianoles en ging op tienjarige leeftijd zingen in het koor Sint Gregorius Magnus (Kathedrale Koor Utrecht) van de Utrechtse kathedraal. Hij studeerde piano, compositie en orkestdirectie, dit laatste bij Franz Wüllner de vriend, vertrouweling en medewerker van Johannes Brahms, aan het conservatorium van Keulen. Na zijn glansrijk afstuderen ging hij in 1892 in Luzern werken als koor- en orkestdirigent. In 1895 werd hij uitgenodigd om Willem Kes bij het Concertgebouworkest in Amsterdam op te volgen. Dit gebeurde mede op voorspraak van Johan Cornelis Marius van Riemsdijk, een van zijn muziekleraren in zijn jonge jaren. Kes had het orkest omgevormd tot een gedisciplineerd beroepsorkest. Mengelberg bouwde het in vijftig jaar verder uit tot een van de toonaangevende orkesten ter wereld.
Mengelberg werd veel gevraagd voor het geven van gastdirecties over de hele wereld. Tussen 1921 en 1930 was hij voor de helft van zijn tijd werkzaam bij de Philharmonic Society of New York (nu de New York Philharmonic), waaraan vanaf 1927 ook zijn 'rivaal' Arturo Toscanini verbonden was. Beroemd - en typerend voor de uitvoeringspraktijk van die tijd - waren zijn uitvoeringen van Bachs Matthäus Passion, die vanaf 1899 jaarlijks in Amsterdam plaatsvonden met het Toonkunstkoor Amsterdam. Op 14 april 1911 leidde hij een zeer grote uitvoering in Frankfurt met 1650 musici.
Mengelberg was bevriend met Gustav Mahler en dirigeerde in Amsterdam vele uitvoeringen van diens werk. Dit groeide uit tot de Mahlertraditie van het Concertgebouworkest, met als hoogtepunt het Mahlerfeest in 1920. Mengelberg stond toen op de top van zijn roem, ook internationaal. Hij heerste over de programmering van het orkest en het daarmee (toen nog) één geheel vormende Concertgebouw. Vanuit die positie deed hij veel voor grote namen als Mahler en Richard Strauss, maar ook voor zijn tweede dirigent Cornelis Dopper, wiens symfonieën vaak op het programma stonden. Componisten wier werk hij onspeelbaar achtte, zoals Matthijs Vermeulen, uitten echter felle kritiek op zijn conservatisme en op zijn machtige positie in het Nederlandse muziekleven. Die bleef echter onaantastbaar, dankzij zijn grote landelijke populariteit die zich niet beperkte tot het concertpubliek alleen. Die positie was echter niet vanzelfsprekend en het heeft jaren geduurd voordat hij zich het overwicht over het orkest had verworven. Hij zag de jonge en ambitieuze Evert Cornelis, die moderne ideeën had, als een bedreiging en door de commotie rond Vermeulen maakte hij in 1919 gebruik van de kans zich van deze tweede dirigent te ontdoen.

### Tijdens de bezetting en na de oorlog

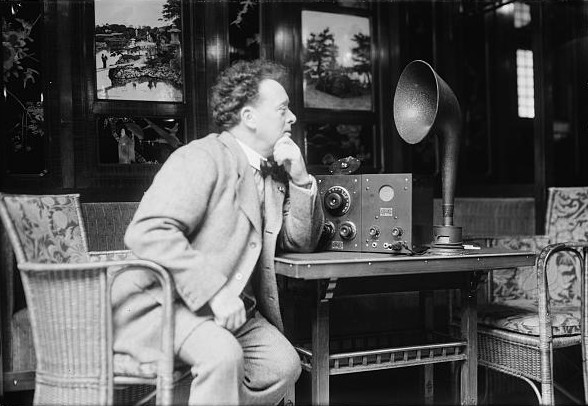
Mengelberg luistert naar de radio

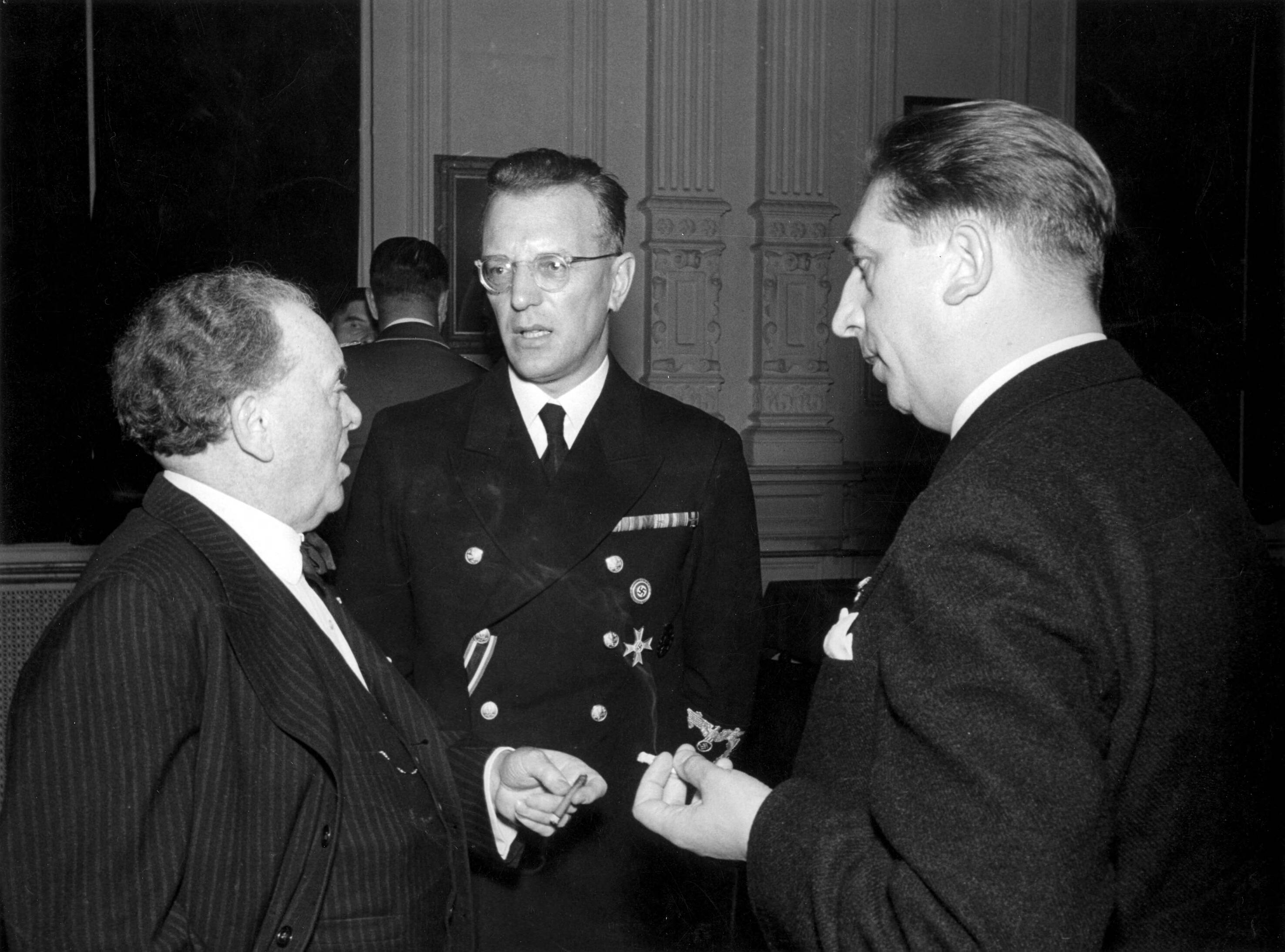
Mengelberg (links) met Reichskommissar Seyss-Inquart (1942)

In de jaren dertig bleek Mengelberg sympathiek te staan tegenover het opkomende nazisme. In 1930 werd hij met alle egards ontvangen door de Italiaanse dictator Benito Mussolini. En na de machtsovername van de nazi's in 1933 was hij regelmatig te gast in Nazi-Duitsland.
Ook op 10 mei 1940 was Mengelberg in Duitsland. Hij verbleef ondanks de acute oorlogsdreiging in Frankfurt am Main. Twee weken later reisde hij door naar het Duits-Oostenrijkse kuuroord Bad-Gastein om te kuren; begin juli vertrok hij naar Berlijn voor grammofoonopnamen en concerten met de Berliner Philharmoniker. Terwijl Nederland bezet was door Duitsland trad Mengelberg op in de hoofdstad van het Duitse Rijk. Op 5 juli 1940 verscheen een interview in de Völkischer Beobachter, de officiële krant van de heersende NSDAP. Het pro-Duitse en collaborerende ochtendblad De Telegraaf publiceerde onder de kop 'Mengelberg heeft vertrouwen in onze cultureele toekomst' in Nederlandse vertaling grote delen van dit interview. De goede naam van Mengelberg liep door de volgende passage onherstelbare schade op: “Toen de wapenstilstand gesloten werd, bleven wij den heelen nacht op; het was in Bad-Gastein, en al was ik er tien maal voor de kuur, wij zetten ons met alle vrienden, lieten champagne komen en vierden dit grootsche uur. [...] Europa komt in nieuwe banen. [...] Natuurlijk waren er in Holland personen en kringen die anders georiënteerd waren, maar naar ik hoor laat zich vaststellen, dat die al rijkelijk veel geleerd hebben. [...] Wat zijn het allemaal kortzichtige lieden geweest. En hoe verstoken van alle inzicht waren de politici der Westelijke mogendheden, die den oorlog veroorzaakt hebben.”
Willem Mengelberg werd vanaf dat moment door veel Nederlanders als een landverrader gezien. In Amsterdam werden anonieme pamfletten verspreid met daarop de tekst: “Professor Mengelberg drinkt champagne, terwijl Nederland capituleert”.
Later in 1940 verscheen onder de kop Een interview over een interview een tweede interview in De Telegraaf. Willem Mengelberg verklaarde dat hij helemaal geen champagne op de Nederlandse capitulatie had gedronken en dat het eerder gepubliceerde interview was gehouden op verschillende momenten. De redactie van de Völkische Beobachter zou van alles door elkaar hebben gehaald.
Tijdens het hoger beroep tegen de uitspraak van de Ereraad heeft ook de advocaat van Willem Mengelberg met succes aangevoerd dat het interview in de Völkischer Beobachter onbetrouwbaar was. De redactie zou gebruik hebben gemaakt van teksten uit verschillende gesprekken over gebeurtenissen op verschillende tijdstippen.
Tijdens de Duitse bezetting in Nederland verdween veel sympathie voor Mengelberg. Hij was tussen 1942 en 1944 vooraanstaand lid van de Nederlandsche Kultuurraad. Hij bleef concerten dirigeren in aanwezigheid van hooggeplaatste nazi-leiders, zoals rijkscommissaris Arthur Seyss-Inquart, en liet zich met hen fotograferen. Hij verdedigde zijn opstelling door erop te wijzen dat "de muziek, net zoals de zon, voor iedereen bestemd" was. Dit argument werd niet geaccepteerd, omdat hij geen publiekelijk protest had laten horen toen de joodse orkestmusici in 1942 het Concertgebouworkest hadden moeten verlaten. Hij was echter wel degelijk naar Seyss-Inquart gestapt om voor deze orkestleden te pleiten, en kreeg toestemming er drie in het orkest te houden. Voor de andere dertien kreeg hij gedaan, dat ze op de Lijst-Frederiks werden geplaatst, waardoor ze lange tijd bleven gevrijwaard van deportatie.
Mengelberg wist aan het begin van de bezetting nog muziek uitgevoerd te krijgen van zijn joodse (maar later tot het katholicisme bekeerde) vriend Mahler, maar dit werd hem later verboden. Ook van andere joodse componisten zoals Mendelssohn of van Russen als Tsjaikovski, die hij altijd graag had gedirigeerd, mocht de muziek op bevel van de Duitse bezetter niet meer gespeeld worden. Mengelberg legde zich er zonder protest bij neer.
Tijdens de bevrijding in 1945 was Willem Mengelberg in Zwitserland. Hij had in 1944 voor het laatst in Nederland opgetreden in een Beethovencyclus met het Concertgebouworkest. De nazi's, die andere Nederlanders niet lieten reizen, stonden hem wel toe om naar het neutrale Zwitserland te vertrekken.
De Ereraad, bestaande uit J.C. van Oven, Jos Vranken, Eduard Reeser en H. van den Bosch, sprak op 2 juli 1945 zijn eerste ‘vonnis’ in een lange rij van zuiveringen uit. Willem Mengelberg werd levenslang uitgesloten van het Nederlandse muziekleven. Later werd dit beperkt tot zes jaar. Hij had zich volgens de ereraad tijdens de oorlogsjaren zodanig schuldig gemaakt aan “ontoelaatbare handelingen in strijd met de nationale eer, dat hij nooit weer de dirigeerstaf in Nederland behoort op te heffen.”

## Onderscheidingen

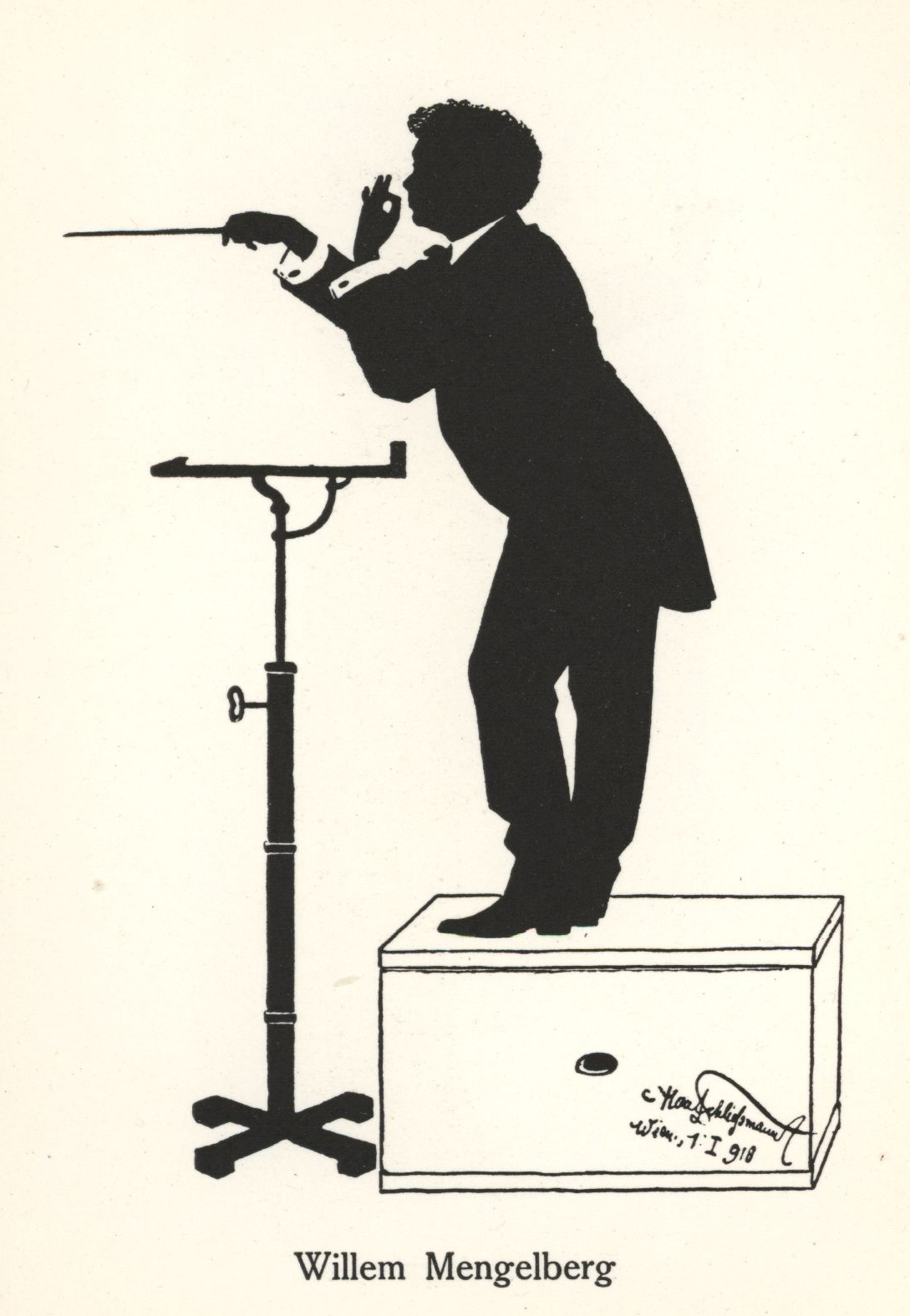
Silhouet uit 1918 van Hans Schließmann

Mengelberg was in de jaren tot aan 1940 binnen Nederland een ware volksheld, werd koninklijk onderscheiden, kreeg eredoctoraten en vele buitenlandse onderscheidingen.
- 1898: Ridder in de Orde van Oranje-Nassau (al na drie jaar dirigeren)
- 1902: Officier in de Orde van Oranje-Nassau (bij bevordering)
- 1903: Officier de l'Instruction Publique
- 1907: Ridder in de Orde van de Nederlandse Leeuw
- 1907: Eremedaille voor Kunst en Wetenschap van de Huisorde van Oranje
- 1913: Eremedaille voor Kunst en Wetenschap van de Huisorde van Oranje in goud
- 1914: Commandeur 2e klasse in de Orde van de Dannebrog van Denemarken
- 1914: Commandeur 2e klasse in de Orde van de Italiaanse Kroon
- 1927: doctor honoris causa van de Columbia-universiteit New York
- 1932: Commandeur in de Kroonorde en de Orde van Leopold II van België
- 1932: Commandeur in de Orde van Isabella de Katholieke van Spanje
- 1932: Commandeur in de Orde van het Legioen van Eer van Frankrijk
- 1934: bijzonder hoogleraar in de reproductieve toonkunst aan de Universiteit Utrecht
- 1939: Grootofficier in de Orde van Sint-Gregorius de Grote van de Heilige Stoel

Hij verloor tijdens de eigen zuiveringsactie van de Huisorde van Oranje door Koningin Wilhelmina in 1947 zijn exclusieve eremedaille in een door haar genomen besluit op grond van een, in haar ogen, "eerloze daad". Ook zijn twee onderscheidingen van de Nederlandse staat - de Orde van Oranje-Nassau en de Orde van de Nederlandse Leeuw - moest hij in 1950  inleveren na de wettelijk geregelde zuivering van de staatsorden. De buitenlandse onderscheidingen kon Mengelberg echter wel behouden, zelfs de onderscheidingen van staten die geallieerd waren geweest en geen lid van de Asmogendheden.
Een ander eerbetoon werd verricht door liedtekstschrijver Jacques van Tol; hij noemt Willem Mengelberg in zijn lied (van voor de oorlog) "De bokswedstrijd" ook wel "Concertgebouw" genoemd, gezongen door Louis Davids.

## Postuum

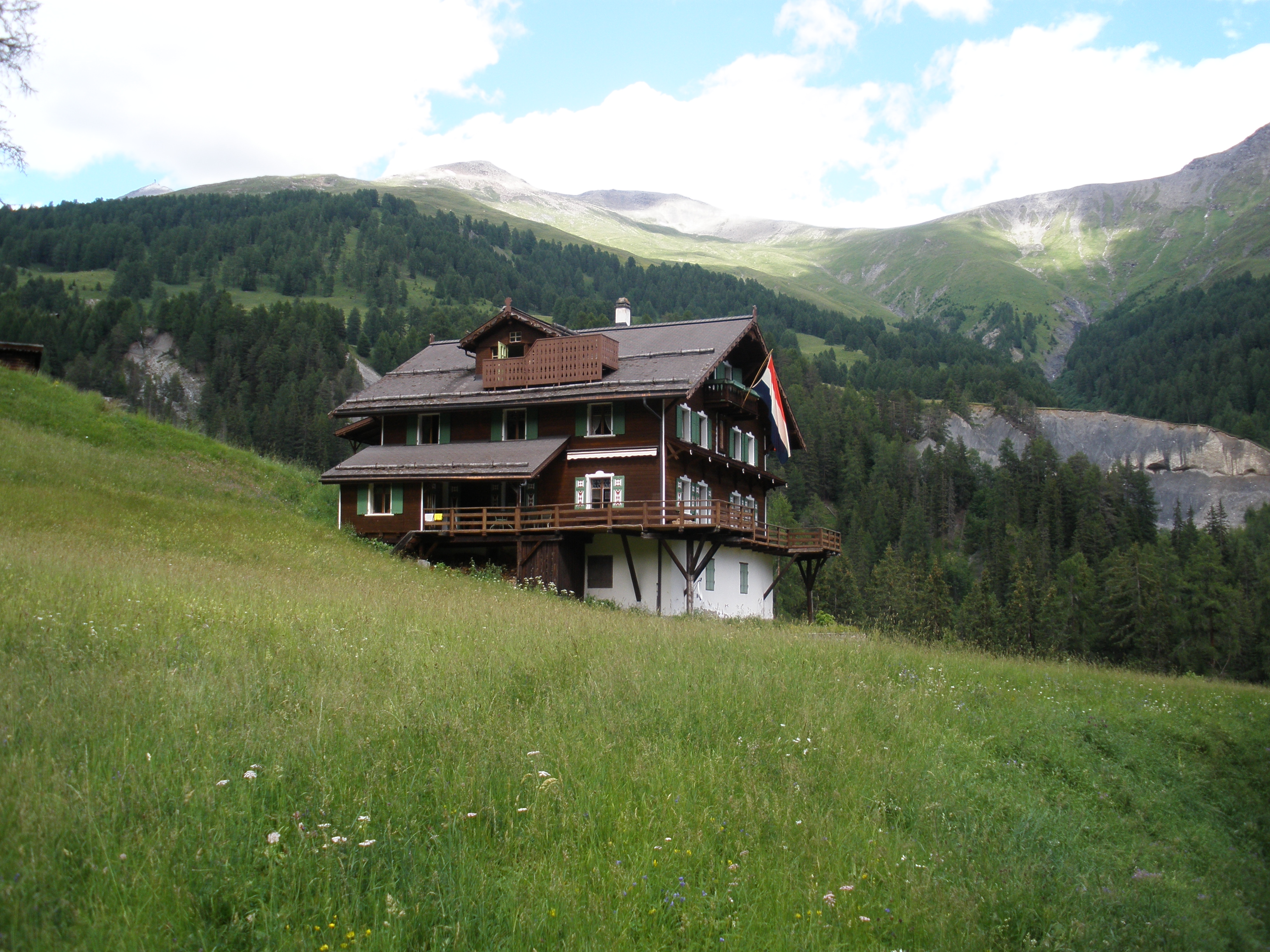
Chasa Mengelberg

Na de bevrijding kreeg hij in 1945 bij de zuivering van de Centrale Ereraad voor de Kunst een dirigeerverbod voor zes jaar. Eduard van Beinum, die al "eerste dirigent" was naast Mengelberg, werd nu de enige chef-dirigent. Kort voordat de periode van zes jaar zou aflopen, overleed Mengelberg in zijn chalet (Chasa Mengelberg) in Zuort in het Zwitserse kanton Graubünden. Op zijn 80e geboortedag werd hij begraven op Friedhof Friedental (zijn vrouw Mathilde Mengelberg-Wübbe rustte hier al sinds 1943) in de plaats Luzern waar hij in 1892 zijn muzikale carrière begon. Een goed jaar later (7 juni 1952) werd het echtpaar herbegraven; van een tamelijk onpersoonlijk 'Hallengrab' (ligplaatsen HF 504 en 505) naar een persoonlijker plek (nr. 1323, vak 36).
Willem Mengelberg wordt tot op de dag van vandaag beschouwd als een van de grootste dirigenten van de 20e eeuw. Zijn dirigeerstijl is gedateerder en minder 'modern' dan die van tijdgenoten als Felix Weingartner en Arturo Toscanini - vooral door zijn romantische voorkeur voor veel rubato. De herinnering aan hem wordt levend gehouden door de Willem Mengelberg Vereniging die (anno 2010) in Nederland ongeveer 90 leden telt. In 1971 en 1995 werden in het Gemeentemuseum Den Haag tentoonstellingen gewijd aan zijn leven en werk.
Hij werd door de dirigent Riccardo Chailly - vijftig jaar na zijn dood - geëerd als de man die het Concertgebouworkest groot had gemaakt. Chailly, die hem zeer bewondert, legde een krans op Mengelbergs graf en bezocht in de zomer van 2010 de Chasa Mengelberg.

## Een postume beoordeling van de rechtsgang
In 2012 reconstrueerde de jurist Frederik Heemskerk de naoorlogse zuivering en rechtsgang. De leden van de Ereraad gaven in 1945 een eerste oordeel over Mengelberg. Zij oordeelden dat hij zich "zo schuldig had gemaakt aan ontoelaatbare handelingen in strijd met de nationale eer" dat hij een levenslang dirigeerverbod binnen Nederland kreeg opgelegd. De in Zwitserland verblijvende Mengelberg werd niet gehoord of opgeroepen. Hij kreeg geen gelegenheid zich te verdedigen en ontving geen afschrift van de uitspraak van de Ereraad. Daarom noemde Heemskerk de leden van de Ereraad 'beunhazen'.
Ook bij het hoger beroep dat in 1947 op de nieuwe Wet Zuivering Kunstenaars was gebaseerd, kon Mengelberg zelf geen verklaring afleggen, terwijl 23 getuigen wel waren gehoord. De Nederlandse regering had hem zelfs een paspoort geweigerd waarmee hij naar Nederland had kunnen reizen om de zitting bij te wonen. Heemskerk kwam tot het oordeel dat zijn advocaat de afwezige Mengelberg "slecht had verdedigd". De Raad van Beroep sprak Mengelberg wel vrij van de eerdere beschuldiging dat hij een glas champagne had gedronken op de Nederlandse capitulatie in 1940.
Met het verdere oordeel was Heemskerk het wel eens: Mengelberg had door zijn grote roem een voorbeeldfunctie moeten vervullen. Dat heeft hij niet gedaan, maar in plaats daarvan hield hij zich aan het verbod op het uitvoeren van composities van "joodse componisten" en het spelen van "joodse muziek". En ook toen de joodse orkestleden ontslagen werden liet hij geen protest horen. Heemskerk kwam tot het oordeel dat er sprake was van een "grote mate van schuld".

## Dirigeerstijl

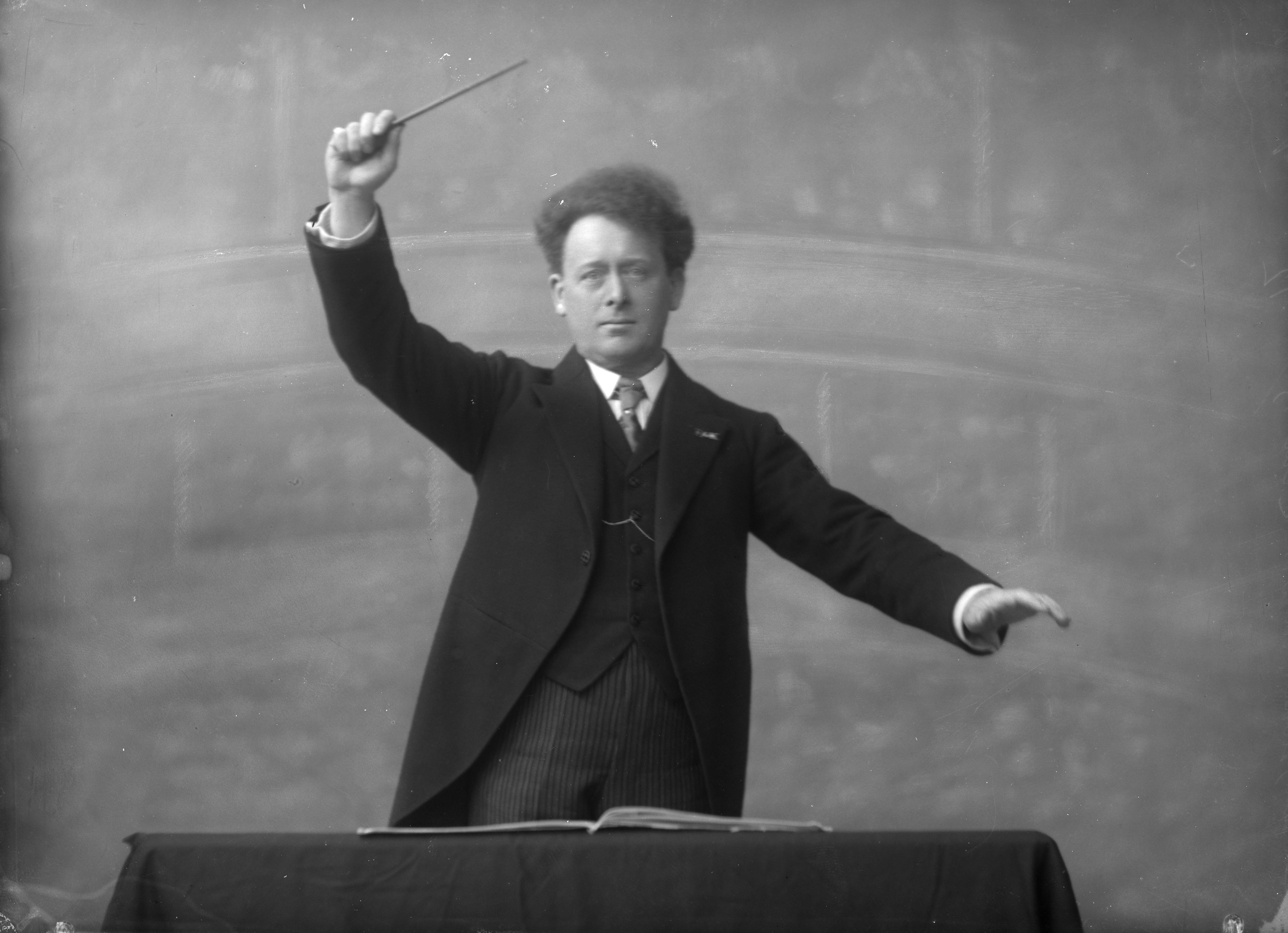
Mengelberg poserend als dirigent (1919)

Typerend voor Mengelberg en duidelijk hoorbaar op diverse opnamen zijn de twee ongeduldig klinkende tikjes die hij aan het begin van een uitvoering met zijn dirigeerstok gaf op de lessenaar. Mengelberg stond erom bekend dat hij grote aandacht besteedde aan composities tijdens zeer grondige repetities, waarbij hij ook langdurig op de orkestleden insprak om hen het belang van een compositie als geheel en vele details daarin te laten inzien. Bij de New York Philharmonic werd dat weleens als vermoeiend ervaren. De gevreesde tirades jegens orkestleden van zijn collega Toscanini waren echter niet zijn stijl. In Amsterdam leek zijn positie onaantastbaar, maar heeft hij soms toch met tegenwerking van orkestmusici te maken gehad.
Hij aarzelde niet om veranderingen aan te brengen in de partituur als hij meende dat dit verhelderend was. Hij bracht ook, naar het gebruik van zijn tijd, veelvuldig coupures aan, bijvoorbeeld in de Matthäus-Passion (J.S. Bach) die hij jaarlijks in Amsterdam dirigeerde.
In zijn opnamen met het Concertgebouworkest is zijn typerende gebruik van portamento duidelijk te horen, waarbij de linkerhand van alle strijkers op exact dezelfde manier glijdt van de ene noot naar de andere. Dit resultaat van jarenlang gedisciplineerd repeteren met het Amsterdamse ensemble kon hij niet overbrengen op andere orkesten waar hij te gast was.
Een ander markant kenmerk is zijn voorkeur voor rubato om de levendigheid van de muziek te versterken, mede waardoor hij er een improvisatorische suggestie - all'improviste - mee wekte. Hoewel het rubato in zijn tijd een algemene praktijk was, zijn de tempofluctuaties soms zo extreem, dat dit een twistpunt is geworden. Dit aspect van zijn dirigeerstijl roept zowel bewondering als afkeer op. In bijvoorbeeld de symfonieën van Brahms zou het zicht op de grote lijn erdoor verstoord worden. Vaak wordt aangehaald dat zijn vriend Mahler zijn benadering van diens symfonieën zeer bewonderde, waardoor Mengelbergs interpretaties Mahlers eigen wil zouden vertegenwoordigen. Mahler overleed echter in 1911 en Mengelbergs opnamen uit de late jaren dertig, bijvoorbeeld die van de Vierde symfonie, weerspiegelen een decennialange ontwikkeling van zijn omgang met deze muziek. De vertolkingen van Mahlers assistent Bruno Walter, die evenzeer authentiek genoemd zouden kunnen worden, vertegenwoordigen een heel andere kijk op dezelfde muziek.
Vergeleken met een tijdgenoot als Felix Weingartner, die een moderne dirigeerslag ontwikkelde en wars was van hyperromantische interpretaties, kunnen Mengelbergs opnamen op 21e-eeuwse luisteraars een gedateerde indruk maken. Ondanks de bewondering die hem ook van latere dirigenten als Chailly ten deel valt, heeft hij nauwelijks school gemaakt. Zijn opvolger in Amsterdam Van Beinum, die al in de jaren dertig "tweede eerste" dirigent was, had een andere dirigeerstijl en een andere houding tegenover de musici. Toch wordt Mengelberg om de magische kracht van zijn vertolkingen beschouwd als een van de grootste dirigenten van zijn tijd.

## Familiebanden

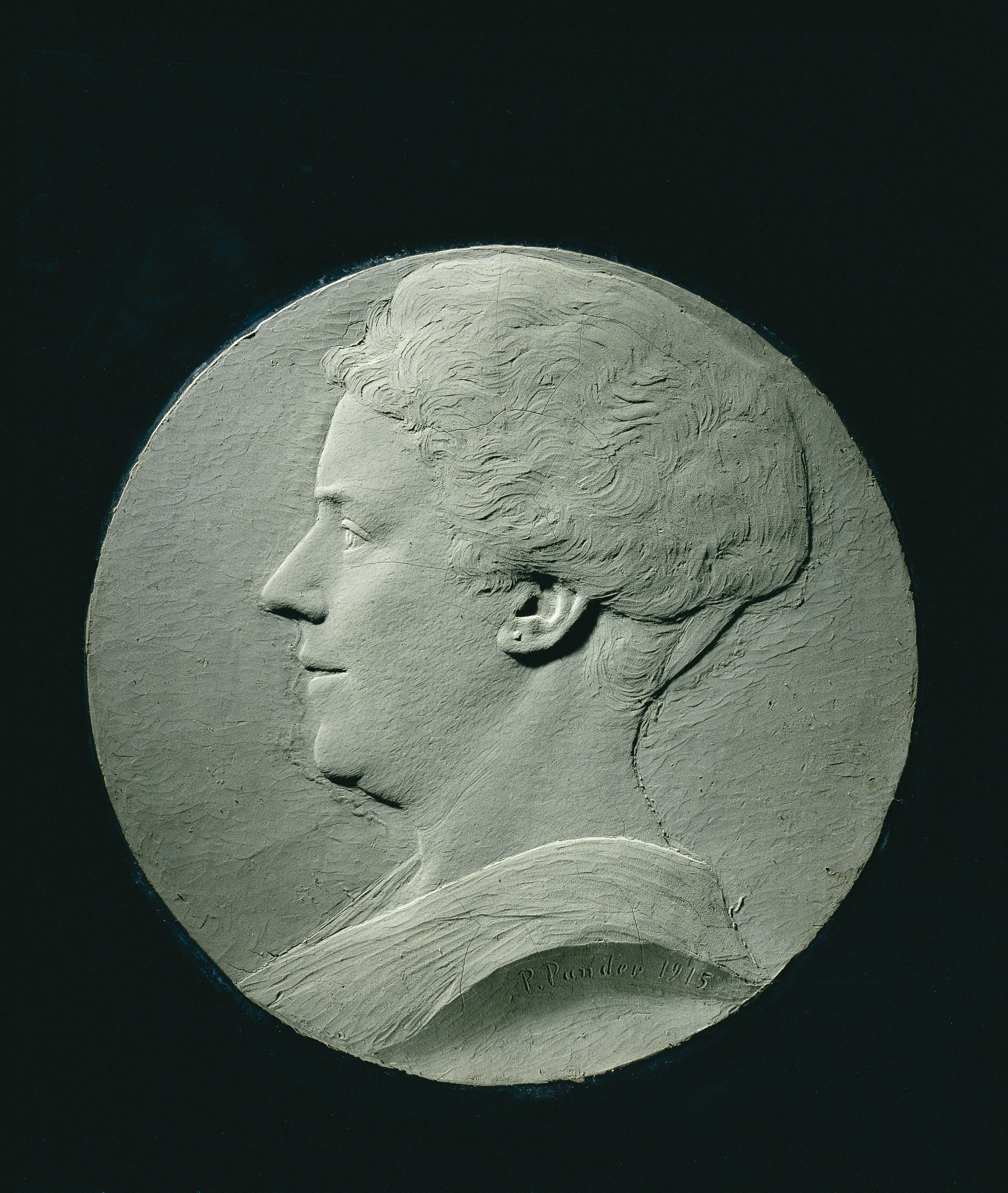
Mathilde Mengelberg door Pier Pander

- Mathilda Elisabeth Augusta Maria (Tilly) Wubbe (Amsterdam, 5 september 1875- Luzern, 11 oktober 1943) kwam uit een koopmansgeslacht, zong jarenlang als sopraanstem in het Toonkunstkoor; ze was opgeleid door sopraan en zangpedagoge Elisabeth Hortense (Betsy) Bonger (1870-1944), die in de periode 1896 tot 1899 driemaal met het Concertgebouworkest zong. Wubbe is vastgelegd door Pier Pander en Felicien Bobeldijk.
- Wubbe was tante van Eleonora (Nora) Elisabeth Marie Wubbe (1904-2002), de eerste echtgenote van Rudolf Mengelberg.
- Willem en Rudolf Mengelberg waren verre achterneven van elkaar: de vaders van hun betovergrootvaders waren broers.